# Carlos Rodado Noriega
Carlos Rodado Noriega, né le 20 septembre 1943 à Sabanalarga, est un homme politique colombien. Il a été Ministre des Mines et de l'Énergie entre 1981 et 1982 sous la présidence de Julio César Turbay Ayala puis, entre 2010 et 2011 sous celle de Juan Manuel Santos.